# 星川通り

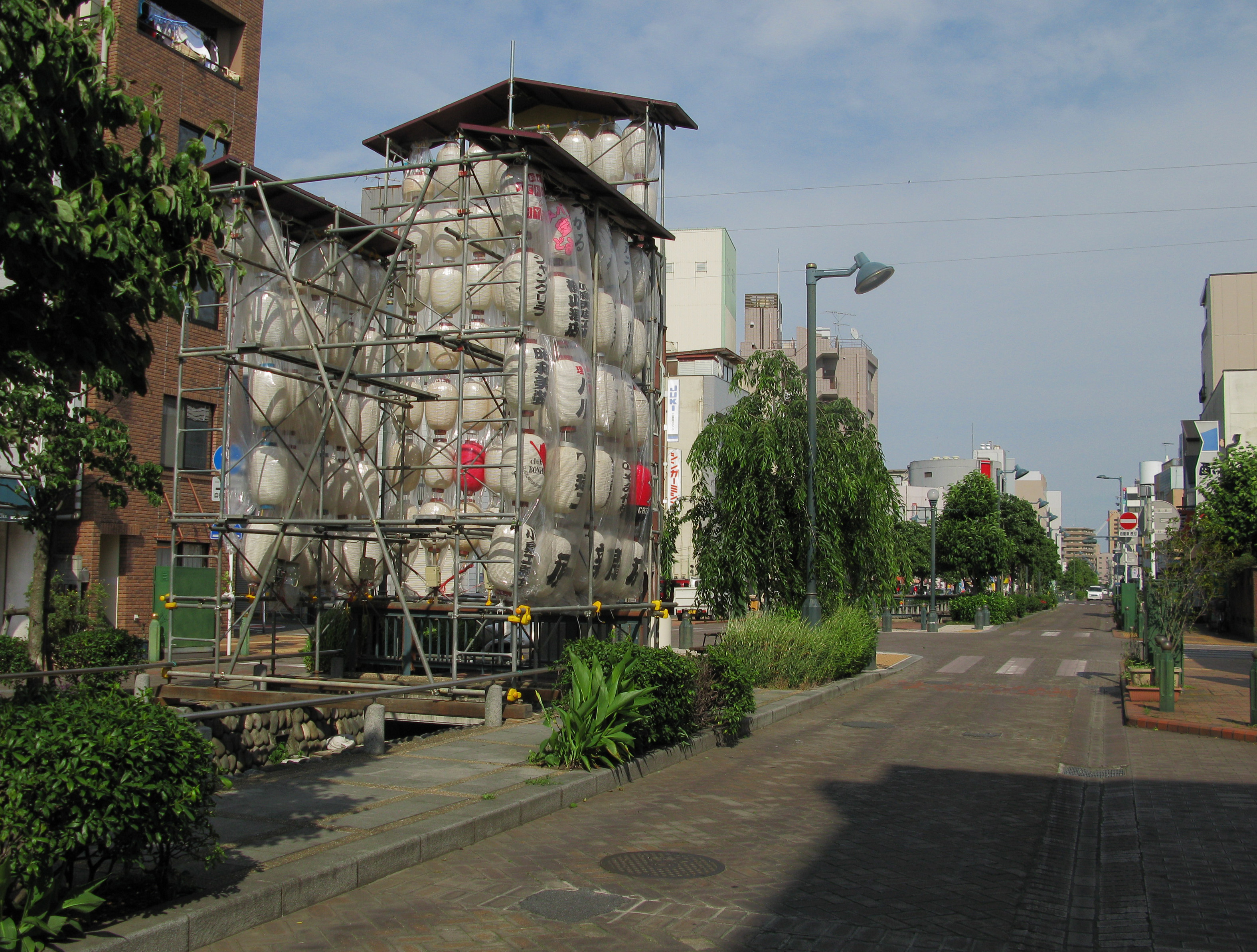
星川通り（2011年6月24日）

星川通り（ほしかわどおり）は、埼玉県熊谷市鎌倉町を起点とし、星川・筑波を経て、同市銀座へと至る熊谷市の市道の愛称である。別名「星川シンボルロード」。全区間が星川の両岸に位置する。

## 主に交差する道路
- （愛称）鎌倉町通り〈起点〉
- （愛称）市役所通り お祭り広場交差点
- 埼玉県道91号熊谷停車場線 筑波3丁目交差点
- 国道17号・（愛称）北大通り 銀座2丁目交差点〈終点〉

## 沿線の主要施設
- 星溪園
- お祭り広場（熊谷うちわ祭中心地、お仮屋）
- 熊谷グートビル（元 シネプラザ21）
- 八十二銀行熊谷支店
- さいたま地方法務局熊谷支局

## 星川シンボルロード

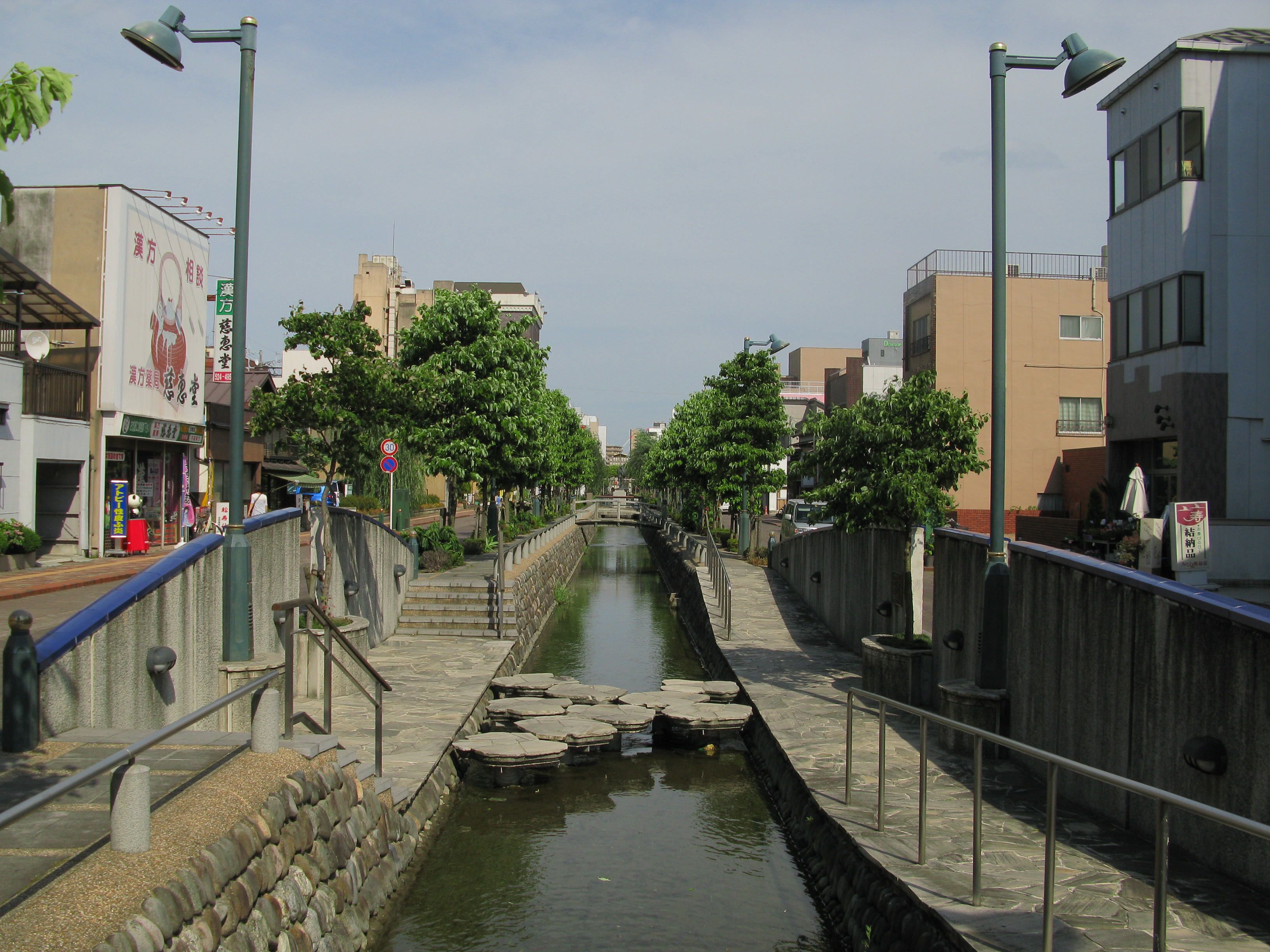
星川シンボルロードと星川
（2011年6月24日）

1975年に「水と緑と彫刻のプロムナード」として、広場や彫刻像を設置。更に1990年代から2000年代にかけて、荒川左岸幹線用水路としての大里総合農地防災事業の整備、電柱地中化工事、アメニティ空間の整備が行われ、「星川シンボルロード」として生まれ変わった。この整備が完了した後は、親水性の確保と用水路としての機能を両立させるため、星川の地下にパイプラインが埋設され、水が流れており、もう一本地下河川が縦に平行して流れている形となっている。

## 路線バス
起点からさいたま地方法務局熊谷支局手前までの約1km（途中、お祭り広場から一旦熊谷駅南口へ行って戻ってくる）を熊谷市コミュニティバスゆうゆうバスの直実号が通過する（終点付近も短距離ながら通過する）。直実号の車体には、星川の写真がプリントされている。

## イベントなど
星川通り（星川シンボルロード）で行なわれるイベント・祭りなどを紹介する。

### だるま市
- 毎年2月7日に開催。

### 熊谷うちわ祭
- 熊谷うちわ祭は、星川通りと市役所通りが交わる地点にある「お祭り広場」がメイン会場の一つであり、星川通り自体も祭りに伴う車両通行止めエリア内にあり、祭り客でにぎわう。

### とうろう流し
- 第二次世界大戦中の熊谷空襲では、星川周辺が特に被害が尋大であったとされており、この空襲で亡くなった市民を慰めるため、毎年8月16日にとうろう流しが行なわれる。

### 鎌倉町ナイトバザール
- 起点である鎌倉町通り（商店街）で1988年5月より毎月第3土曜日夜に開催されていたイベント。現在は行われていない。星川通りの一部も開催エリアに含まれている。